# غودفريد ساكا
غودفريد ساكا (بالإنجليزية: Godfred Saka)‏ هو لاعب كرة قدم غاني في مركز ظهير ‏، ولد في 2 نوفمبر 1988 في غانا. شارك مع منتخب غانا لكرة القدم. أما مع النوادي، فقد لعب مع نادي أدوانا ستارز.

## وصلات خارجية
- غودفريد ساكا على موقع قاعدة بيانات كرة القدم.إي يو (الإنجليزية)
- غودفريد ساكا على موقع ناشيونال فوتبول تيمز (الإنجليزية)
- غودفريد ساكا على موقع Soccerway.com (الإنجليزية)
- غودفريد ساكا على موقع GSA (الإنجليزية)